# Карбонат натрия
Карбона́т на́трия, углеки́слый на́трий, арх. кальцинированная сода Na2CO3 — средняя соль натрия и угольной кислоты. Бесцветные кристаллы или белый порошок, гигроскопична, хорошо растворима в воде.  Растворы имеют сильнощелочную реакцию. Образует три основных  кристаллогидрата — декагидрат Na2CO3·10H2O, гептагидрат Na2CO3·7H2O и  моногидрат Na2CO3·H2O.
В промышленности в основном получают из хлорида натрия по аммиачно-хлоридному способу (метод Сольве).  Технический карбонат натрия выпускается в виде кальцинированной соды, содержащей от 87,0 до 99,4 % Na2CO3.
Применяют при изготовлении стекла, для производства моющих средств, используют в процессе получения алюминия из бокситов, в качестве нейтрализующего агента при очистке нефтепродуктов, а также  в пищевой промышленности.

## Этимология
«Сода» в европейских языках происходит, вероятно, от арабского «сууад — чернушка, черноватая» — общего названия различных видов солянок, растений, из золы которых её добывали в средние века; существуют и другие версии. Кальцинированной сода (карбонат натрия) называется так потому, что для получения её из кристаллогидрата последний «кальцинируют» (лат. calcinatio, от calx, по сходству с процессом обжига извести), то есть прокаливают.

## Свойства
Имеет вид бесцветных кристаллов или белого порошка. Существует в нескольких разных модификациях: α-модификация с моноклинной кристаллической решеткой образуется при температуре до 350 °C, затем, при нагреве выше этой температуры и до 479 °C переходит в β-модификацию, также имеющую моноклинную кристаллическую решетку. Твёрдость по шкале Мооса моногидрата карбоната натрия составляет 1,3. При увеличении температуры выше 479 °C соединение переходит γ-модификацию с гексагональной решеткой. Плавится при 854 °C, при нагреве выше 1000 °C разлагается с образованием оксида натрия и диоксида углерода.

### Кристаллогидраты
Карбонат натрия можно выделить в виде трех различных гидратов:
- декагидрат карбоната натрия (натрон), Na2CO3·10H2O;
- гептагидрат карбоната натрия (минеральная форма неизвестна), Na2CO3·7H2O;
- моногидрат карбоната натрия (термонатрит), Na2CO3·H2O.

Кристаллогидраты карбоната натрия существуют в разных формах: бесцветный моноклинный Na2CO3·10H2O, при 32,017 °C переходит в бесцветный ромбический Na2CO3·7H2O, последний при нагревании до 35,27 °C бесцветный переходит в ромбический Na2CO3·H2O. В интервале 100−120 °C моногидрат теряет вод с образованием безводного карбоната натрия.
Декагидрат образуется из водных растворов, кристаллизующихся в диапазоне температур от −2,1 до +32,0 °C, гептагидрата в узком диапазоне от 32,0 до 35,4 °C, а выше этой температуры образуется моногидрат.
Сообщалось о других гидратах, например, с 2,5 единицами воды на единицу карбоната натрия («пентагемигидрат»).
| параметр                                 | безводный карбонат натрия                                                                           | декагидрат Na2CO3·10H2O          |
| ---------------------------------------- | --------------------------------------------------------------------------------------------------- | -------------------------------- |
| молекулярная масса                       | 105,99 а. е. м.                                                                                     | 286,14 а. е. м.                  |
| температура плавления                    | 854 °C                                                                                              | 32 °C                            |
| растворимость                            | не растворим в ацетоне и сероуглероде; малорастворим в этаноле; хорошо растворим в глицерине и воде |                                  |
| плотность {\displaystyle \rho }          | 2,53 г/см³ (при 20 °C)                                                                              | 1,446 г/см³ (при 17 °C)          |
| стандартная энтальпия образования ΔH     | −1131 кДж/моль (т) (при 297 К)                                                                      | −4083,5 кДж/моль ((т) (при 297К) |
| стандартная энергия Гиббса образования G | −1047,5 кДж/моль (т) (при 297 К)                                                                    | −3242,3 кДж/моль ((т) (при 297К) |
| стандартная энтропия образования S       | 136,4 Дж/моль·K (т) (при 297К)                                                                      |                                  |
| стандартная мольная теплоёмкость Cp      | 109,2 Дж/моль·K (жг) (при 297К)                                                                     |                                  |

| температура, °C                      | 0 | 10   | 20   | 25   | 30   | 40   | 50   | 60   | 80   | 100  | 120  | 140  |
| растворимость, г Na2CO3 на 100 г H2O | 7 | 12,2 | 21,8 | 29,4 | 39,7 | 48,8 | 47,3 | 46,4 | 45,1 | 44,7 | 42,7 | 39,3 |

### Гидролиз
В водном растворе карбонат натрия гидролизуется, что обуславливает щелочную реакцию среды. Уравнение гидролиза (в ионной форме):
{\displaystyle {\mathsf {CO_{3}^{2-}+H_{2}O\rightleftarrows HCO_{3}^{-}+OH^{-}}}}

### Взаимодействие с кислотами
Первая константа диссоциации угольной кислоты равна 4,5⋅10−7. Все кислоты, более сильные, чем угольная, вытесняют её в реакции с карбонатом натрия. Так как угольная кислота крайне нестойкая, она тут же разлагается на воду и углекислый газ:
{\displaystyle {\mathsf {Na_{2}CO_{3}+H_{2}SO_{4}\rightarrow Na_{2}SO_{4}+H_{2}O+CO_{2}\uparrow }}}

## Нахождение в природе
В природе сода встречается в золе некоторых морских водорослей, а также в виде минералов:
- нахколит NaHCO3
- трона Na2CO3·NaHCO3·2H2O
- натрит (сода) Na2CO3·10H2O
- термонатрит Na2CO3·Н2O.

Современные минеральные содовые озёра известны в Забайкалье и в Западной Сибири; большой известностью пользуется озеро Натрон в Танзании и озеро Сирлс в Калифорнии. Трона, имеющая промышленное значение, открыта в 1938 в составе эоценовой толщи Грин-Ривер (Вайоминг, США). Вместе с троной в этой осадочной толще обнаружено много ранее считавшихся редкими минералов, в том числе давсонит, который рассматривается как сырьё для получения соды и глинозёма. В США природная сода  добывается 4 компаниями в Вайоминге и одной в Калифорнии, около половины экспортируется. Около четверти используемой в мире соды добывается из природных источников, 90 % из них добывается в США.

## Получение
До начала XIX века карбонат натрия получали преимущественно из золы некоторых морских водорослей, прибрежных и солончаковых растений путём перекристаллизации относительно малорастворимого NaHCO3 из щёлока.

### Барилла и водоросли
Некоторые виды растений-галофитов и морских водорослей могут быть переработаны для получения неочищенной формы карбоната натрия. Этот промышленный источник получения кальцинированной соды преобладал в Европе и других странах до начала 19 века.
Наземные растения (обычно англ. saltwort) или водоросли (обычно виды фукусов) собирали, сушили и сжигали. Затем золу «выщелачивали» (промывали водой) с образованием щелочного раствора. Этот раствор кипятили до сухого остатка, чтобы создать конечный продукт, который назвался «кальцинированной содой»; это очень старое название происходит от арабского слова «Soda», которое, в свою очередь, применяется к «соляной соде» — одному из многих видов прибрежных растений, собираемых для выращивания. «Барилла» — это коммерческий термин, применяемый к технической форме карбоната натрия, полученной из золы прибрежных растений или водорослей.
Концентрация карбоната натрия в кальцинированной соде варьировалась в очень широких пределах: от 2—3 % для формы, полученной из морских водорослей («ламинария»), до 30 % для лучшей бариллы, полученной из растений солянки (англ. saltwort) в Испании. Источники кальцинированной соды, а также связанная с ней щелочь «поташ» из растений и морских водорослей, к концу 18 века становились все более дорогостоящими источниками, и начался поиск более коммерчески обоснованных методов получения кальцинированной соды из поваренной соли и других распространённых химических реагентов.

### Изнефелиновойруды
Российские ученые разработали процесс получения глинозема из нефелинового концентрата, особенностью которого является отсутствие побочных продуктов. В процессе переработки из нефелинов и известняка получают цемент, кальцинированную соду, поташ и глинозем. Производится спекание нефелина с известняком, и продукт обрабатывается с целью извлечения оксида алюминия, кальцинированной соды и оксида калия. Затем, после выщелачивания, белитовый шлам используется для производства цемента.

### В качестве полезного ископаемого
Трона, минерал, дигидрат тринатрийгидрогендикарбоната (Na3HCO3CO3·2H2O) добывается в Турции. Разработкой богатейшего месторождения троны в Бейпазары возле Анкары занимается компания Eti Soda, входящая в состав группы Ciner Holding. Два миллиона тонн кальцинированной соды добыты в месторождении возле Анкары.
Его также добывают в некоторых щелочных озёрах, таких как озеро Магади в Кении дноуглубительными работами. Горячие солевые источники постоянно пополняют запас соли в озере, поэтому при условии, что скорость дноуглубительных работ не превышает скорость восполнения, источник является полностью возобновляемым.
Также добывается в нескольких районах США и обеспечивает почти все внутреннее потребление страны в карбонате натрия. Крупные природные месторождения, обнаруженные в 1938 году, — месторождение возле Грин-Ривер, штат Вайоминг, сделали разработку троны в качестве полезных ископаемых более экономичной, чем промышленное производство в Северной Америке.

### Способ Леблана
В 1791 году французский химик Николя Леблан получил патент на «Способ превращения глауберовой соли в соду». По этому способу  смесь сульфата натрия («глауберовой соли»), мела или известняка (карбоната кальция) и древесного угля запекается при температуре около 1000 °C. Уголь восстанавливает сульфат натрия до сульфида:
{\displaystyle {\mathsf {Na_{2}SO_{4}+2C\rightarrow Na_{2}S+2CO_{2}}}}
Сульфид натрия далее реагирует с карбонатом кальция:
{\displaystyle {\mathsf {Na_{2}S+CaCO_{3}\rightarrow Na_{2}CO_{3}+CaS}}}
Полученный расплав обрабатывают водой, при этом карбонат натрия переходит в раствор, сульфид кальция отфильтровывают, затем раствор карбоната натрия упаривают. Сырую соду очищают перекристаллизацией. Процесс Леблана даёт соду в виде кристаллогидрата (см. выше), поэтому полученную соду обезвоживают кальцинированием.
Сульфат натрия получали обработкой каменной соли (хлорида натрия) серной кислотой:
{\displaystyle {\mathsf {2NaCl+H_{2}SO_{4}\rightarrow Na_{2}SO_{4}+2HCl}}}
Выделявшийся в ходе реакции хлороводород частично улавливался водой с получением соляной кислоты, но сама соляная кислота оставалась основным источником загрязнения воздуха.
Первый содовый завод такого типа в России был основан промышленником М. Прангом и появился в Барнауле в 1864 году.
После появления более экономичного (не остаётся в больших количествах побочный сульфид кальция) и технологичного способа Сольве, заводы, работающие по способу Леблана, стали закрываться. К 1900 году 90 % предприятий производили соду по методу Сольве, а последние фабрики, работающие по методу Леблана, закрылись в начале 1920-х.

### Промышленный аммиачный способ (способ Сольве)
В 1861 году бельгийский инженер-химик Эрнест Сольве запатентовал метод производства соды, который используется и по сей день.
В насыщенный раствор хлорида натрия пропускают эквимолярные количества газообразных аммиака и диоксида углерода:
{\displaystyle {\mathsf {NH_{3}+CO_{2}+H_{2}O+NaCl\rightarrow NaHCO_{3}+NH_{4}Cl}}}
Выпавший остаток малорастворимого (9,6 г на 100 г воды при 20 °C) гидрокарбоната натрия отфильтровывают и кальцинируют (обезвоживают) нагреванием до 140—160 °C, при этом он переходит в карбонат натрия:
{\displaystyle {\mathsf {2NaHCO_{3}{\xrightarrow[{}]{^{o}t}}Na_{2}CO_{3}+H_{2}O+CO_{2}\uparrow }}}
Образовавшийся CO2 возвращают в производственный цикл. Хлорид аммония NH4Cl обрабатывают гидроксидом кальция Ca(OH)2, полученный NH3 также возвращают в производственный цикл:
{\displaystyle {\mathsf {2NH_{4}Cl+Ca(OH)_{2}\rightarrow CaCl_{2}+2NH_{3}+2H_{2}O}}}
.Таким образом, единственным побочным продуктом производства является хлорид кальция.
Первый содовый завод такого типа в мире был открыт в 1863 в Бельгии; первый завод такого типа в России был основан в районе уральского города Березники фирмой «Любимов, Сольве и Ко» в 1883 году. Его производительность составляла 20 тысяч тонн соды в год.
До сих пор этот способ остаётся основным способом получения соды во всех странах.

### Способ Хоу
Разработан китайским химиком Хоу (Hou Debang) в 1930-х годах. Отличается от процесса Сольве тем, что не использует гидроксид кальция.
По способу Хоу в раствор хлорида натрия при температуре 40 градусов подается диоксид углерода и аммиак. Менее растворимый гидрокарбонат натрия в ходе реакции выпадает в осадок (как и в методе Сольве). Затем раствор охлаждают до 10 градусов. При этом выпадает в осадок хлорид аммония, а раствор используют повторно для производства следующих порций соды.

#### Сравнение способов
По методу Хоу в качестве побочного продукта образуется NH4Cl вместо CaCl2 по методу Сольве.
Способ Сольве был разработан в то время, когда  отсутствовали промышленные методы получения аммиака, поэтому его  было необходимо регенерировать из NH4Cl . Метод Хоу появился позже, когда аммиак производился по  процессу Габера, поэтому необходимость регенерации аммиака уже не стояла так остро, а получаемый побочно NH4Cl возможно стало использовать как азотное удобрение.
В настоящее время в ряде стран практически весь искусственно производящийся карбонат натрия вырабатывается по методу Сольве (включая метод Хоу, как модификацию), а именно в Европе 94 % искусственно производимой соды, во всем мире — 84 % (2000 год).

## Сода кальцинированная
Сода кальцинированная — технический карбонат натрия, выпускают в виде марки А (гранулированная) и  марки Б (порошкообразная)  по ГОСТ 5100-85  с содержанием  Na2CO3 от 99,0 до 99,4 %, а также и из нефелиновой руды (ГОСТ 10689-75) с содержанием Na2CO3 от 87,0 до 96,5 %.  Гигроскопичный продукт, на воздухе поглощает водяной пар и углекислоту с образованием кислой соли гидрокарбоната натрия, слеживается при хранении на открытом воздухе.

## Применение
Карбонат натрия применяют в мыловарении и производстве стиральных и чистящих порошков; эмалей, для получения ультрамарина. Также он применяется для обезжиривания металлов и десульфатизации доменного чугуна. Карбонат натрия — исходный реагент для получения NaOH, Na2B4O7, Na2HPO4. Может использоваться в сигаретных фильтрах. В фотографии используется в составе проявителей как ускоряющее средство.

### В пищевой промышленности
В пищевой промышленности карбонаты натрия зарегистрированы в качестве пищевой добавки E500, — регулятора кислотности, разрыхлителя, препятствующего комкованию и слёживанию. Карбонат натрия (кальцинированная сода, Na2CO3) имеет код 500i, гидрокарбонат натрия (пищевая сода, NaHCO3) — 500ii, их смесь — 500iii.

### В нефтедобыче
Одна из новейших технологий повышения нефтеотдачи пластов — АСП заводнение, в котором применяется сода в сочетании с ПАВ для снижения межфазного натяжения между водой и нефтью.

### Производство стекла
Карбонат натрия используют в стекольном производстве. Карбонат натрия служит флюсом для кремнезема, понижая температуру плавления диоксида кремния от +2500 °C до +500 °C. Получавшееся стекло слабо растворимо в воде, поэтому в расплавленную смесь добавляют ещё ~10 % карбоната кальция, чтобы сделать стекло нерастворимым.
Стекло для бутылок и окон (натриево-известковое стекло) изготавливается путем плавления таких смесей карбоната натрия, карбоната кальция и кварцевого песка (диоксида кремния (SiO2)). При нагреве компонентов смеси происходит разложение карбонатов на оксиды металлов (Na2O и CaO) и диоксид углерода (CO2). Таким образом, карбонат натрия традиционно является источником оксида натрия. Натриевое стекло на протяжении веков было самой распространенной формой стекла.

### Снижение жесткости воды
Карбонат натрия применяется для смягчения воды паровых котлов и уменьшения жёсткости воды. Жесткая вода содержит растворенные соединения, обычно соединения кальция или магния. Карбонат натрия используется для снятия временной и постоянной жесткости воды.
Карбонат натрия является водорастворимым источником карбонат-ионов для катионов магния Mg2+ и кальция Ca2+. Эти ионы образуют нерастворимые твердые осадки при обработке карбонат-ионами:
{\displaystyle {\ce {Ca^2+ + CO3^2- -> CaCO3}}}
{\displaystyle {\ce {Ca^2+(aq) + Na2CO3(aq) -> CaCO3(s) + 2Na+(aq)}}}
Сходным образом реагируют катионы магния:
{\displaystyle {\ce {Mg^2+(aq) + Na2CO3(aq) -> MgCO3(s) + 2Na+(aq)}}}.
Вода смягчается, поскольку в ней уменьшается концентрация  ионов кальция и магния.

## Безопасность
Предельно допустимая концентрация аэрозоля кальцинированной соды в воздухе производственных помещений — 2 мг/м3. Кальцинированная сода относится к веществам 3-го класса опасности. Аэрозоль кальцинированной соды при попадании на влажную кожу и слизистые оболочки глаз и носа может вызвать раздражение, а при длительном воздействии — дерматит.

## Тривиальные названия
Сода — общее название технических натриевых солей угольной кислоты.
- Na2CO3 (карбонат натрия) — кальцинированная сода, бельевая сода
- Na2CO3·10H2O (декагидрат карбоната натрия, содержит 62,5 % кристаллизационной воды) — стиральная сода; иногда выпускается в виде Na2CO3·H2O или Na2CO3·7H2O
- NaHCO3 (гидрокарбонат натрия) — пищевая сода, натрий двууглекислый, бикарбонат натрия